# FC 아르세날 툴라
FC 아르세날 툴라(러시아어: ФК «Арсенал» Тула)는 러시아 툴라주의 주도 툴라를 연고로 하는 축구 클럽이다. 이 팀은 1946년에 창단되었으며, 현재 러시아 내셔널 풋볼 리그에 참가하고 있다.

## 선수 명단

### 현역
참고: FIFA 자격 규정에 따라 소속된 국가대표팀 국기를 표시합니다. 선수는 복수의 FIFA 비회원국 국적을 가지고 있을 수 있습니다.
| 번호 | 포지션 | 국적 | 이름              |
| ---- | ------ | ---- | ----------------- |
| 11   | MF     |      | 세르게이 트카쇼프 |
| 36   | GK     |      | 미하일 레바쇼프   |

| 번호 | 포지션 | 국적 | 이름 |
| ---- | ------ | ---- | ---- |

## 역대 감독
| 감독                | 임기        |
| ------------------- | ----------- |
| 레오니드 부랴크     | 1999        |
| 드미트리 알레니체프 | 2011 ~ 2015 |

틀:FC 아르세날 툴라 선수 명단